# اندرو پینتر
اندرو پینتر (انگلیسی: Andrew Painter؛ زاده ۱۸ ژوئیهٔ ۱۹۷۵) یک تنیس‌باز اهل استرالیا است.